# Alexandru Mavrocordat Exaporitul
Alexandru Mavrocordat Exaporitul (neogreacă: Ἀλέξανδρος Μαυροκορδάτος, Alexandros Mavrokordatos; n. 1641 – d. 23 decembrie 1709) a fost ca dragoman, unul dintre cei mai importanți politicieni din Imperiul Otoman. 

## Biografie
Alexandru Mavrocordat provine din familia fanariotă Mavrocordat. Tatăl său, Nikolaos, provenea din Chios, dar s-a mutat în Constantinopol. Mama sa a fost Roxandra Beglitzi de Skarlatou.  
Alexandru Mavrocordat părăsește Imperiul Otoman și studiază filozofia, teologia și medicina în Roma, Padova și Bologna, unde a primit doctoratul la începutul anilor 1660. În anul 1664 și-a publicat teza, confirmând teoria circulației sângelui din 1628 a lui William Harvey. După întoarcerea sa la Constantinopol, Mavrocordat a predat la școala Patriarhiei Ecumenice și a fost medic al mai multor familii turcești distinse. În 1689 a fost admis la Academia Leopoldină (Deutsche Akademie der Naturforscher Leopoldina). Pseudonimul său academic a fost Alexander Magnus.
Datorită cunoașterii ample a limbilor, el ajunge dragoman (traducător) în 1673 - la acel moment o poziție foarte influentă; în același an, a fost numit mare logofăt, care a mediat între patriarhat și guvernul otoman. El a câștigat astfel o mare influență asupra politicii externe otomane. A fost mare dragoman al Porții Otomane în două rânduri, între 1673–1683 și între 1685–1699. 
După înfrângerea otomanilor în a doua asediere Vienei, a fost condamnat la moarte, dar după un an de detenție a fost eliberat și reabilitat. După o misiune în numele sultanului la împăratul Leopold I, el a jucat un rol decisiv la Tratatul de la Karlowitz, pe care l-a semnat în 1699 pentru partea otomană.
Între 1699–1703 a fost secretar intim al sultanului Mustafa al II-lea. A jucat un rol în chemarea la Adrianopole din 1703 a lui Constantin Brâncoveanu, terminată cu bine pentru domnul Țării Românești. În 1705 a mediat împăcarea dintre Brâncoveanu și Antioh Cantemir.
În 1670 s-a căsătorit cu Sultana Chrisoscoleo. Au avut cinci copii: Roxandra Ghica-Mavrocordat (1673-?), mama lui Grigore al II-lea Ghica, domn al Moldovei, Scarlat Mavrocordat (1678-1699), Nicolae Mavrocordat (1680-1730), mai târziu domn al Moldovei si Țării Românești, Elena Rosetti-Mavrocordat (1682-1722) și Ioan Mavrocordat (1684-1719), caimacam în Moldova și domn în Țara Românească.  
Pe fiul său, Scarlatache Exaporitul, l-a căsătorit în 1698 cu Ilinca, fiică a lui Brâncoveanu, însă mariajul a fost scurt, întrucât Scarlatache a murit la vârsta de 22 ani, în 1699, fiind înmormântat la Mitropolia din Târgoviște. Scarlatache fusese numit de socrul său din ianuarie 1698 în dregătoria de vel-paharnic. 
A murit pe 23 decembrie 1709.